# Synagrops argyreus
Synagrops argyreus is een straalvinnige vissensoort uit de familie van acropomaden (Acropomatidae). De wetenschappelijke naam van de soort werd voor het eerst geldig gepubliceerd in 1897 door Gilbert & Cramer.